# Éric Barbier
Pour les articles homonymes, voir Barbier.
Éric Barbier, né le 29 juin 1960 à Aix-en-Provence, est un réalisateur et scénariste français.

## Biographie
Diplômé de l'Institut des hautes études cinématographiques, il passe à la réalisation en 1991 avec le film Le Brasier qu'il murit pendant une décennie. Mélodrame social sur l'univers minier et l'immigration polonaise interprété par Jean-Marc Barr et Maruschka Detmers, ce film est à l'époque, avec environ 100 millions de francs, l'un des plus gros budgets du cinéma français. Il connaît cependant lors de sa sortie un échec commercial cinglant. Il renie le film. Éric Barbier travaille ensuite dans la publicité,.
Il revient en 2000 à la réalisation sur grand écran puis tourne en 2006 un nouveau film à gros budget, le polar Le Serpent, avec Yvan Attal et Clovis Cornillac. Son film suivant, Le Dernier Diamant, est une nouvelle déception commerciale. En 2017, il tourne La Promesse de l'aube, d'après le roman de Romain Gary, avec Pierre Niney et Charlotte Gainsbourg.
Il s'est installé à Moussac en 1991, pour « vivre à côté des taureaux ».

## Filmographie

### Réalisateur et scénariste
- 1991 : Le Brasier
- 1993 : Un air de liberté (téléfilm de la collection Les Années lycée)
- 2000 : Toreros
- 2006 : Le Serpent
- 2014 : Le Dernier Diamant
- 2017 : La Promesse de l'aube
- 2020 : Petit Pays
- 2023 : Zodi et Téhu, frères du désert

### Scénariste
- 2017 : Pris de court d'Emmanuelle Cuau

### Acteur
- 1994 : Le Péril jeune de Cédric Klapisch

### Régisseur
- 1984 : Comme les doigts de la main d'Éric Rochant (court-métrage)

### Réalisateur de seconde équipe
- 1991 : Le Trou de la corneille de Francois Hanss (court-métrage)

## Distinctions
Sauf indication contraire, les informations mentionnées dans cette section peuvent être confirmées par les bases de données cinématographiques IMDb et Allociné,  présentes dans la section « Liens externes ».

### Nominations
- César 2018 : meilleure adaptation pour La Promesse de l'aube
- César 2021 : meilleure adaptation pour Petit Pays[4]